# 基爾加尼克河
基爾加尼克河是俄羅斯的河流，位於堪察加半島，河道全長約121公里，流域面積1,460平方里，河水主要來自融雪和雨水，最終注入堪察加河，是鮭魚的產卵地。